# کایارجیک (توفان بی‌لی)
کایارجیک (به ترکی استانبولی: Kayarcık) یک منطقهٔ مسکونی در ترکیه است که در توفانبیلی واقع شده‌است.